# Calippus (рід)
Calippus — вимерлий рід копитних ссавців з родини коневих, відомий із середнього міоцену до раннього пліоцену Північної та Центральної Америки. Скам'янілості були знайдені в центральній і східній частині Сполучених Штатів на південь до Гондурасу. Він важив до 40 кг.